# Ахмад Реза Абедзаде
Ахмад Реза Абедзаде (перс. احمدرضا عابدزاده, нар. 25 травня 1966, Абадан, Іран) — іранський футболіст, що грав на позиції воротаря. Виступав за національну збірну Ірану.

## Клубна кар'єра
У дорослому футболі дебютував 1983 року виступами за команду клубу «Там Ісфахан», в якій провів шість сезонів.
Своєю грою за цю команду привернув увагу представників тренерського штабу клубу «Сепахан», до складу якого приєднався 1990 року. Відіграв за команду з Ісфахана наступні три сезони ігрової кар'єри.
1994 року перейшов до клубу «Персеполіс», за який відіграв 7 сезонів. Завершив професійну кар'єру футболіста 2001 року виступами за «Персеполіс».

## Виступи за збірну
1987 року дебютував в офіційних матчах у складі національної збірної Ірану. Протягом кар'єри у національній команді, яка тривала 12 років, провів у формі головної команди країни 67 матчів.
У складі збірної був учасником кубка Азії з футболу 1992 року в Японії, кубка Азії з футболу 1996 року в ОАЕ, на якому команда здобула бронзові нагороди, чемпіонату світу 1998 року у Франції.

## Титули і досягнення
- Бронзовий призер Кубка Азії: 1988, 1996
- Переможець Азійських ігор: 1990